# Hôtel La Louisiane (film)
Cet article concerne le film documentaire. Pour l'hôtel parisien, voir Hôtel La Louisiane.
Pour plus de détails, voir Fiche technique et Distribution.
Hôtel La Louisiane est un film documentaire québécois réalisé par Michel La Veaux et tourné dans l'établissement éponyme, l'Hôtel La Louisiane, situé à Paris. Le film est sorti en salles au Québec en décembre 2015.

## Synopsis
Le documentaire raconte l'histoire de l'Hôtel La Louisiane qui a accueilli peintres, écrivains, musiciens et penseurs célèbres. Il donne la parole à ses visiteurs ainsi qu'à ceux qui ont travaillé dans l'établissement,.

## Fiche technique
- Titre original : Hôtel La Louisiane
- Titre québécois : Jojo
- Réalisation : Michel La Veaux
- Scénario : Michel La Veaux
- Sociétés de production : Ginette Petit et Nathalie Bissonnette
- Sociétés de distribution : K-Films Amérique
- Pays d'origine :  Canada
- Langue originale : français
- Format : couleur
- Genre : documentaire
- Durée : 89 minutes
- Dates de sortie :
  -  Canada : 18 décembre 2015

## Critiques
La revue Séquences a jugé le documentaire comme « très bon ». Selon le critique, « Michel La Veaux transcende le documentaire
en lui octroyant une sorte de potion
miraculeuse qui consiste à célébrer la vie ».

## Prix
Prix Communications et société 2015 au Festival du cinéma international en Abitibi-Témiscamingue